# Mick Harford
Pour les articles homonymes, voir Harford.
Michael Gordon Harford, couramment appelé Mick Harford, est un footballeur puis entraîneur anglais, né le 12 février 1959 à Sunderland, Angleterre. Évoluant au poste d'avant-centre, il est principalement connu pour ses saisons à Lincoln City, Birmingham City, Luton Town, Derby County et Wimbledon ainsi que pour avoir été international anglais à deux reprises.

## Biographie

### Carrière de joueur
Il connaît ses meilleures saisons à Luton Town, remportant la League Cup en 1988 après une victoire en finale contre Arsenal. Il reste six saisons avec les Hatters avant de s'engager avec Derby County, tout en restant très attaché à Luton Town. D'ailleurs, lorsqu'il joue à Derby County, il affronte son ancien club lors de la dernière journée de championnat alors que celui-ci a absolument besoin d'une victoire pour éviter la relégation. Il inscrit un but contre son camp qui donne la victoire à Luton Town. Quelques années plus tard, il avoue qu'il avait fait exprès de marquer ce but pour aider son club de cœur.
Il resigne d'ailleurs dès la saison suivante avec les Hatters mais, malgré un score honorable de 12 buts en 29 matches de championnat, il ne peut éviter la relégation de son club en First Division, l'année précédant la création de la Premier League.
Il s'engage alors pour Chelsea et devient le tout premier buteur des Blues en Premier League, en marquant à la 84e d'un match contre Oldham Athletic.
On se souvient aussi de lui pour avoir été une des pièces maîtresses du Crazy Gang de Wimbledon, inscrivant son dernier but en 1997 contre West Ham United, à l'âge de 38 ans et 34 jours.

### Carrière internationale
Il reçoit deux capes en faveur de l'équipe d'Angleterre lors de l'année 1988. Il joue son premier match contre Israël le 17 février (score : 0-0 à  Ramat Gan), puis son second le 14 septembre face au Danemark (victoire 1-0 à Londres).

### Carrière d'entraîneur

#### Statistiques
Au 29 avril 2018.
| Équipe                      | Depuis           | Jusqu'au         | Matches | Victoires | Nuls | Défaites | % Victoires |
| --------------------------- | ---------------- | ---------------- | ------- | --------- | ---- | -------- | ----------- |
| Nottingham Forest (intérim) | 16 décembre 2004 | 1er janvier 2005 | 6       | 2         | 1    | 3        | 33.33       |
| Rotherham United            | 7 avril 2005     | 10 décembre 2005 | 30      | 5         | 9    | 16       | 16.66       |
| QPR (intérim)               | 1er octobre 2007 | 29 octobre 2007  | 5       | 2         | 2    | 1        | 40.00       |
| Luton Town                  | 16 janvier 2008  | 1er octobre 2009 | 91      | 25        | 29   | 37       | 27.47       |
| QPR (intérim)               | 14 janvier 2010  | 1er mars 2010    | 8       | 1         | 1    | 6        | 12.50       |

## Palmarès

### En tant que joueur
- Luton Town :
  - Vainqueur de la League Cup en 1988

### En tant qu'entraîneur
- Luton Town :
  - Vainqueur du Football League Trophy en 2009